# كونستانتين يوفانوفيتش
كونستانتين يوفانوفيتش (بالسيريلية الصربية: Константин Јовановић) (بالبلغارية: Константин Йованович) (بالألمانية: Konstantin Jovanovič) هو مهندس معماري صربي وسويسري ونمساوي وبلغاري، ولد في 13 يناير 1849 في فيينا في النمسا، وتوفي في 15 فبراير 1923 في زيورخ في سويسرا.

## طالع
- قائمة المعماريين الصرب